# INTO1
INTO1은 2021년 4월 24일에 데뷔한 중국의 연예 기획사 와지지와 엔터테인먼트 소속의 11인조 보이 그룹이다. 구성원은 류위, 산타, 리키마루, 미카, 까오칭천, 린모, 보위엔, 장쟈위엔, 인하오위, 죠우커위, 류장이다. 팬덤명은 「INsider」이며, 공식 응원색은 「자요남(바이올렛 블루)」(紫耀蓝)    이다.

## 활동

### 2021년: 데뷔
- 4월 24일, 중국의 동영상 사이트 플랫폼 텐센트 비디오에서 주최한 보이 그룹 결성 프로젝트 서바이벌 프로그램 《창조영 2021》의 최종 순위 발표식에서 데뷔조 11명의 프로젝트 보이 그룹 'INTO1'의 멤버 류위, 산타, 리키마루, 미카, 까오칭천, 린모, 보위엔, 장쟈위엔, 인하오위, 죠우커위, 류장을 포함하며 그룹이 정식으로 결성되었다.
- 5월 25일, INTO1의 공식 유튜브에서 진행하는 未知周刊! INTO1! '4화'에서 팬덤명 'INsider'와 공식색 '자요남(바이올렛 블루)색'이 결정되었다.
- 6월 5일, 중국의 방송사 후난위성텔레비전에서 방송하는 예능 쾌락대본영에 게스트로 출연하였다.
- 7월 16일, INTO1의 공식 유튜브에서 《INTO1's WONDERLAND》의 타이틀 곡 《INTO THE FIRE》의 뮤직비디오 티저가 공개되고 무대를 최초 공개하였다.
- 7월 17일, INTO1의 공식 유튜브에서 《INTO1's WONDERLAND》의 타이틀 곡 《INTO THE FIRE》의 뮤직비디오를 공개하였다.

## 구성원
| 이름     | 소개 |
| 류위     | - 이름: 류위(중국어: 刘宇, 병음: Liu Yu, 한자음: 류우) - 생년월일: 2000년 8월 24일(24세) - 출생지: 중국 안후이성 쉬안청시 징현 - 민족: 한족 - 포지션: 센터 - 공식색:《刘宇: 청자 블루》                                                                                    |
| 산타     | - 이름: 우노 산타(일본어: 宇野賛多, 중국어 간체자: 赞多, 병음: Zànduō 잔둬[*], 한자음: 찬다) - 생년월일: 1998년 3월 11일(27세) - 출생지: 일본 아이치현 나고야시 - 포지션: 댄스 - 공식색:《赞多: 댄스 오렌지》 - 특이사항: 일본 연예 기획사 에이벡스 소속의 WARPs UP의 멤버 |
| 리키마루 | - 이름: 치카다 리키마루(일본어: 近田力丸 지카다 리키마루[*], 중국어 간체자: 力丸 리완[*], 한자음: 역환) - 생년월일: 1993년 11월 2일(31세) - 출생지: 일본 효고현 - 포지션: 댄스 - 공식색:《力丸: 마일로 퍼플》 - 특이사항: 일본 연예 기획사 에이벡스 소속의 WARPs UP의 멤버 |
| 미카     | - 이름: 하시즈메 미카(일본어: 橋爪ミカ, 중국어: 米卡, 한자음: 미가) - 생년월일: 1998년 12월 21일(26세) - 출생지: 미국 하와이주 - 포지션: 보컬 - 공식색:《米卡: 하와이안 그린》 - 특이사항: 일본의 연예 기획사 에이벡스 소속의 INTERSECTION의 멤버                          |
| 까오칭천 | - 이름: 까오칭천(중국어: 高卿尘, 한자음: 고경진) / Nine - 본명: 콘치드 분사칫팍디(태국어: กรชิต บุญสถิต์ภักดี) - 생년월일: 1999년 7월 11일(25세) - 출생지: 태국 방콕 - 포지션: 보컬 - 공식색:《高卿尘: 칭천 스타》                                                               |
| 린모     | - 이름: 린모(중국어: 林墨, 병음: Lin Mo, 한자음: 임묵) - 생년월일: 2002년 1월 6일(23세) - 출생지: 중국 충칭시 - 민족: 한족 - 포지션: 보컬 - 공식색:《林墨: 찬란한 노랑》 - 특이사항: 중국의 연예 기획사 위엔지화 문화 소속의 이안음악사의 멤버                             |
| 보위엔   | - 이름: 보위엔(중국어: 伯远, 병음: Bo Yuan, 한자음: 백원) - 생년월일: 1993년 2월 11일(32세) - 출생지: 중국 구이저우성 구이양시 - 민족: 한족 - 포지션: - 공식색:《伯远: 괴연》 - 특이사항: 중국의 연예 기획사 백색계 소속의 ZERO-G의 멤버                                   |
| 장쟈위엔 | - 이름: 장쟈위엔(중국어: 张嘉元, 한자음: 장가원) - 생년월일: 2003년 1월 8일(22세) - 출생지: 중국 랴오닝성 잉커우시 - 민족: 한족 - 포지션: 보컬, 기타 - 공식색:《张嘉元: 섭씨 15도》 - 특이사항: 중국의 연예 기획사 와지지와 엔터테인먼트 소속의 은하계악단의 멤버          |
| 인하오위 | - 이름: 패트릭(중국어: 尹浩宇, 한자음: 인하오위) / Patrick - 본명: 나타왓 핀르(ณัฐวรรธ์ ฟิงค์เลอร์) - 생년월일: 2003년 10월 20일(21세) - 출생지: 독일 - 포지션: 보컬, 피아노, 기타 - 공식색:《尹浩宇: 패트릭 스타》                                                             |
| 죠우커위 | - 이름: 죠우커위(중국어: 周柯宇, 한자음: 조우커비) / Daniel Zhou - 생년월일: 2002년 5월 17일(23세) - 출생지: 중국 베이징시 - 민족: 한족 - 포지션: 보컬, 래퍼, 댄스, 작곡 - 공식색:《周柯宇: 우주성하》 - 특이사항: 중국의 연예 기획사 제이워크뉴조이 소속의 BEST의 멤버    |
| JAY B    | - 본명 : 임재범(林在範) - 생년월일 : 1994년 1월 6일(31세) - 출생지 : 대한민국 - 그룹 : 前JJ 프로젝트, GOT7, 前Jus2 - 민족: 대한민국인 - 포지션: 래퍼 - 공식색:《刘彰: AK 레드》                                                                                            |

## 음반 목록

### 미니 앨범
| #   | 앨범 정보 | 트랙 리스트 |
| 1st | 《INTO1's WONDERLAND》 (风暴眼) - 포맷: CD · 디지털 다운로드 · 스트리밍 - 발매일: 2021년 7월 16일 - 장르: C-POP - 유형: 디지털 앨범 - 언어: 중국어, 영어 - 레이블: 텐센트 | 트랙 리스트 1. INTO1 2. INTO THE FIRE 3. 폭풍의 눈 (风暴眼) 4. 우리 함께 뛰어들자 (我们一起闯(中文版)) 5. Chuang to-gather, go!(英文版) 6. Wonderland Party |

### 싱글
| 발매일          | 곡 명칭                        | 곡 설명                                           | 각주                                                                                  |
| 2021년 5월 28일 | 《고촉의 메아리》 (古蜀回响)   | - 작사: 명황(冥凰) - 작곡: 진붕제(陈鹏杰)         | 삼성퇴적문화연도 국제보급 곡 산타, 리키마루, 미카, 까오칭천, 인하오위 참여            |
| 2021년 6월 6일  | 《타올라라 청춘》 (燃烧吧青春) | - 작사: 룽샤오제(龙绍洁) - 작곡: 룽샤오제(龙绍洁) | 열혈 군대 다큐멘터리 《신병들 입열》 (新兵请入列) 주제 곡 보위엔, 린모, 장쟈위엔 참여 |